# Theridion angustifrons
Theridion angustifrons là một loài nhện trong họ Theridiidae.
Loài này thuộc chi Theridion. Theridion angustifrons được Lodovico di Caporiacco miêu tả năm 1934.